# Strotarchus piscatorius
Strotarchus piscatorius är en spindelart som först beskrevs av Nicholas Marcellus Hentz 1847.  Strotarchus piscatorius ingår i släktet Strotarchus och familjen sporrspindlar. Inga underarter finns listade i Catalogue of Life.